# Bitwy Warszawskiej Business Center
Bitwy Warszawskiej Business Center – zwany też Grupa Żywiec jest kompleksem trzech budynków biurowych połączonych ze sobą z osobnymi wejściami przy ul. Bitwy Warszawskiej 5, 7, 7A, 7B i ulicy Białobrzeskiej 15 w dzielnicy Ochota. Jest to nowoczesny obiekt biurowy z osobnymi recepcjami i windami. Każdy z budynków ma 7 kondygnacji oraz dwupoziomowe parkingi podziemne.

## Opis
Zespół trzech budynków biurowych połączonych ze sobą posiada 7 konygnacji naziemnych i dwie kondygnacje podziemne. Całkowita powierzchnia kompleksu wynosi prawie 31 000 m², z czego 20 000 m² stanowi powierzchnia użytkowa, której największą część stanowi powierzchnia biurowa – 18 000 m², a usługowo-handlowa 1 000 m². Kubatura budynku wynosi 124 069 m³. Posiada elegancką fasadę z zastosowaniem kamienia naturalnego z dużymi przeszklonymi płaszczyznami zapewniającymi dobrą penetrację światła dziennego.
Uzyskany w 2017 certyfikat BREEAM IN-USE na poziomie Very Good w częściach Asset Performance i Building Management, wskazuje, że pomimo 15 lat od oddania obiektu do użytku, po renowacji w 2017, kompleks może pochwalić się proekologicznymi i nowoczesnymi rozwiązaniami technologicznymi.
Obiekt jest projektem inwestycyjnym spółki Ghelamco Poland, którego autorem jest architekt Ludwik Konior z biura Bureau d’Architecture Henri Montois and Ludwik Konior.